# Vandières (Meurthe-et-Moselle)
Vandières település Franciaországban, Meurthe-et-Moselle megyében. Lakosainak száma 932 fő (2022. január 1.). Vandières Pagny-sur-Moselle, Pont-à-Mousson, Champey-sur-Moselle, Norroy-lès-Pont-à-Mousson, Prény, Vilcey-sur-Trey, Villers-sous-Prény és Vittonville községekkel határos.

## Népesség
A település népessége az elmúlt években az alábbi módon változott:
| Lakosok száma | 779  | 903  | 942  | 924  | 921  | 924  | 925  | 930  | 929  | 932  |
|               | 1968 | 1982 | 1990 | 2006 | 2013 | 2015 | 2017 | 2019 | 2020 | 2022 |